# Clervie Ngounoue
Clervie Ngounoue (* 19. Juli 2006 in Washington, D.C.) ist eine US-amerikanische Tennisspielerin.

## Karriere
2018 gewann sie den Titel der U12 bei der Orange Bowl und erreichte das Finale der Eddie Herr International in der Konkurrenz der U14.
2019 gewann Ngounoue den Titel des J5 Lomé in Togo und erreichte das Finale der ITF World Junior Tennis Finals in Tschechien sowie den Titel bei der Orange Bowl der U16 im Doppel und im Einzel der U16 das Finale gegen Ashlyn Krueger, das sie mit 5:7, 6:2 und 2:6 verlor.
2020 gewann sie den Titel bei einem der wichtigsten U14-Turniere, den Les Petits As im Doppel und erreichte das Finale der U14 im Einzel. Weiterhin spielte sie ihr erstes Turnier der ITF Women’s World Tennis Tour bei einem mit 15.000 US-Dollar dotierten Turnier in Kairo und erreichte mit Partnerin Yasmin Ezzat ihr erstes Finale im Doppel im Mai 2020.
2021 trat sie bei den French Open erstmalig bei einem Grand-Slam-Turnier an. Im Juniorinneneinzel erreichte sie mit einem Sieg über Petra Marčinko die zweite Runde, wo sie gegen die spätere Halbfinalistin Diana Schneider mit 5:7 und 6:75 knapp in zwei Sätzen verlor. Im Juniorinnendoppel verlor sie mit Partnerin Robin Montgomery bereits in der ersten Runde gegen die Paarung Petra Marčinko / Natália Szabanin knapp in drei Sätzen mit 6:73, 6:2 und [10:12]. Bei den Wimbledon Championships trat sie in der Qualifikation zum Hauptfeld des Juniorinneneinzel an, verlor aber bereits in der zweiten Runde der Qualifikation. Im Juniorinnendoppel erreichte sie mit Partnerin Alexandra Yepifanova das Achtelfinale, wo die beiden dann gegen die späteren Turniersiegerinnen Kryszina Dsmitruk und Diana Schneider mit 2:6 und 2:6 verloren. Bei den US Open erhielt sie eine Wildcard für die Qualifikation zum Hauptfeld des Dameneinzel, wo sie aber bereits in der ersten Runde gegen Mayar Sherif mit 4:6 und 3:6 verlor. Im Juniorinneneinzel erreichte sie mit einem Sieg gegen Julia Middendorf die zweite Runde, wo sie mit 0:6 und 2:6 an Linda Fruhvirtová scheiterte. Im Juniorinnendoppel erreichte sie mit Partnerin Charlotte Owensby das Achtelfinale. Im Oktober 2021 erreichte sie das Finale der David Samaai Junior Open, einem ITF Junior Grade A Turnier im Kelvin Grove Sports Complex in Newlands, Kapstadt.
Bei den Australian Open 2022 konnte sie im Juniorinneneinzel als Nummer fünf gesetzte Spielerin in der ersten Runde Nahia Berecoechea mit 6:3 und 6:4 besiegen, ehe sie in der zweiten Runde Jekaterina Chairutdinowa mit 4:6 und 2:6 unterlag. Im Juniorinnendoppel stand sie mit Partnerin Diana Schneider als topgesetzte Spielerinnen im Finale, das sie mit 6:3 und 6:3 gegen das kanadische Doppel Kayla Cross und Victoria Mboko gewannen und den Titel holten.
Ngounoue spielt vor allem auf der ITF Women’s World Tennis Tour, wo sie bislang 4 Turniersiege im Einzel und 5 im Doppel erringen konnte.

## Persönliches
Clervie ist die Tochter von Vater Aimé und Mutter Cicily Ngounoue und hat zwei Geschwister, Schwester Malkia und Bruder Carel.

## Turniersiege

### Einzel
| Nr. | Datum             | Turnier       | Kategorie | Belag             | Finalgegnerin       | Ergebnis      |
| --- | ----------------- | ------------- | --------- | ----------------- | ------------------- | ------------- |
| 1.  | 14. Januar 2024   | Naples        | ITF W35   | Sand              | Allie Kiick         | 6:1, 6:1      |
| 2.  | 28. Juli 2024     | Dallas        | ITF W50   | Hartplatz (Halle) | Robin Anderson      | 2:6, 6:3, 7:5 |
| 3.  | 24. November 2024 | Santo Domingo | ITF W35   | Hartplatz         | Çağla Büyükakçay    | 6:3, 4:6, 6:2 |
| 4.  | 16. Februar 2025  | Birmingham    | ITF W50   | Hartplatz (Halle) | Viktória Hrunčáková | 4:6, 6:2, 6:3 |

### Doppel
| Nr. | Datum            | Turnier                  | Kategorie | Belag     | Partnerin         | Finalgegnerinnen                      | Ergebnis         |
| --- | ---------------- | ------------------------ | --------- | --------- | ----------------- | ------------------------------------- | ---------------- |
| 1.  | 26. Februar 2022 | Monastir                 | ITF W15   | Hartplatz | Hanne Vandewinkel | Mara Guth Mia Mack                    | 6:1, 6:2         |
| 2.  | 4. März 2023     | Spring                   | ITF W25   | Hartplatz | Maria Mateas      | Sofia Johnson Julija Starodubzewa     | 6:4, 2:6, [10:4] |
| 3.  | 7. Oktober 2023  | Redding                  | ITF W25   | Hartplatz | Liv Hovde         | Kayla Cross María Herazo González     | 6:3, 7:5         |
| 4.  | 26. Oktober 2024 | Tyler                    | ITF W100  | Hartplatz | Alexandra Osborne | Mary Lewis Brandy Walker              | 6:2, 6:3         |
| 5.  | 18. Januar 2025  | Petit-Bourg (Guadeloupe) | ITF W35   | Hartplatz | Victoria Mboko    | Jenna Dean Amanda Carolina Nava Elkin | 6:3, 6:1         |

## Abschneiden bei Grand-Slam-Turnieren

### Juniorinneneinzel
| Turnier         | 2021 | 2022 | 2023 | Karriere |
| --------------- | ---- | ---- | ---- | -------- |
| Australian Open |      | 2    | —    | 2        |
| French Open     | 2    | —    | VF   | VF       |
| Wimbledon       | —    | —    | S    | S        |
| US Open         | 2    | VF   | —    | VF       |

### Juniorinnendoppel
| Turnier         | 2021 | 2022 | 2023 | Karriere |
| --------------- | ---- | ---- | ---- | -------- |
| Australian Open |      | S    | —    | S        |
| French Open     | 1    | —    | S    | S        |
| Wimbledon       | AF   | —    | —    | AF       |
| US Open         | AF   | —    | —    | AF       |